# Kasota, Minnesota
Kasota, Minnesota (енгл. Kasota) град је у америчкој савезној држави Минесота.

## Демографија
По попису из 2010. године број становника је 675, што је 5 (-0,7%) становника мање него 2000. године.
| Група             | 2000.       | 2010.       |
| Белци             | 645 (94,9%) | 634 (93,9%) |
| Афроамериканци    | 5 (0,7%)    | 8 (1,2%)    |
| Азијати           | 1 (0,1%)    | 5 (0,7%)    |
| Хиспаноамериканци | 6 (0,9%)    | 15 (2,2%)   |
| Укупно            | 680         | 675         |